# Rasoul Khatibi
Rasoul Khatibi (nacido el 22 de septiembre de 1978) es un exfutbolista y entrenador iraní .  Es el hermano menor de Hossein Khatibi, quien también es entrenador de fútbol.

## Carrera de club
Comenzó su carrera en el fútbol profesional, jugando para el club de su ciudad natal, Tractor, siguiendo los pasos de su hermano, Hossein Khatibi.  Pudo impresionar a la gente y, después de marcar muchos goles para su club, fue transferido al Pas Teherán.  Continuó jugando bien, dándose la oportunidad de unirse al Hamburger SV en la Bundesliga junto con sus compañeros internacionales iraníes Mehdi Mahdavikia y Vahid Hashemian.
Mientras jugaba en Hamburgo, solo tuvo un par de apariciones y no pudo aprovechar esta oportunidad. [Cita requerida] Pronto regresó a Irán, de regreso a su antiguo club, Pas.  Luego jugó brevemente para el Esteghlal en la Liga de Campeones de Asia antes de fichar por el Sepahan.  Sepahan pudo ganar el campeonato IPL en 2003 y Khatibi comenzó a mostrar su buena forma nuevamente.  En la temporada 2005-06, pudo anotar diez goles, completando su impresionante récord en Sepahan con 32 goles en tres temporadas.  Su cuenta hubiera sido más alta si no fuera por su pobre relación de oportunidades a goles.  En junio de 2006, firmó un contrato de dos años con el club de los Emiratos Árabes Unidos, Sharjah FC, después de rechazar una oferta del CD Tenerife de la segunda división española.  En 2007, Khatibi firmó un nuevo contrato con Emirates por $ 700,000 para unirse a su compañero de equipo iraní Reza Enayati.  El contrato tiene una cláusula que establece que si un club europeo ofrece un contrato a Khatibi, se cancelará el contrato existente con Emirates Club.  Luego se unió a Gostaresh Foolad como jugador-entrenador.  Anunció su retiro el 5 de agosto de 2013.

## Carrera internacional
Khatibi ha jugado para equipos nacionales iraníes de varios niveles de edad.  Fue un miembro constante del equipo olímpico de Irán durante su tiempo en Teraktor Sazi y Pas, pero a pesar del talento en el equipo, nunca tuvieron éxito.  Consiguió su primer partido internacional el 15 de febrero de 1999 contra Kuwait.  Sus apariciones con la selección nacional han sido inconsistentes, pero debido a su buena forma en la temporada 2005-06, fue convocado para el equipo principal que se dirigió a Alemania para la Copa del Mundo de 2006. Tiene 24 partidos internacionales y 5 goles con la selección nacional.